# Брерли, Лиам
Лиам Брерли (англ. Liam Brearley; род. 27 февраля 2003, Ориллия) — канадский сноубордист, выступающий во фристайле, чемпион мира 2025 года в слоупстайле, обладатель малого Кубка мира 2023/2024 годов в слоупстайле, победитель и призёр этапов Кубка мира. Призёр юношеских Олимпийских игр 2020 года.

## Карьера
в январе 2019 года на трассе Сейзер Альм Лиам впервые выступил на этапе Кубка мира по сноуборду, заняв 28-е место в слоупстайле. На чемпионате мира среди юниоров 2019 года в Клаппене занял 18-е место в биг-эйре и 12-е место в слоупстайле. В 2020 году на зимних Юношеских Олимпийских играх в Лозанне выиграл бронзовую медаль в хафпайпе, биг-эйре и серебряную медаль в слоупстайле.
В конце сезона 2023/2024 годов Лиам одержал победу в слоупстайле в Сильваплане и впервые в карьере выиграл малый Кубок мира по слоупстайлу.
В 2025 году на чемпионате мира по сноуборду завоевал золотую медаль в слоупстайле.

## Результаты на крупнейших соревнованиях

### Чемпионаты мира
| Чемпионат мира | Слоупстайл | Биг-эйр |
| -------------- | ---------- | ------- |
| 2021 Аспен     | 45         | 14      |
| 2023 Бакуриани | 22         | 26      |
| 2025 Энгадин   | 1          | —       |